# Fünf kleine Stücke op. 46
Die Fünf kleinen Stücke op. 46 ist ein Werk von Helmut Neumann. Dieses Werk ist laut seiner Meinung als einfaches Beispiel konzipiert, sodass seine zu diesem Zeitpunkt 75-jährige Mutter es vom Blatt spielen könne. Das Werk basiert auf der Klangreihe „a–des–fis–dis–c–as / ces–e–f–d–g–b“ und es findet nur von Stück zu Stück eine kleine Abwandlung statt. Dieser gehört der 34. Trope an. Alle Stücke enden immer mit dem Reihenton, mit dem sie beginnen. Die abschließende Coda wird dadurch symbolisiert, dass der Hauptteil davor bei dem ersten, zweiten und vierten Werk stets mit Wiederholungszeichen dargestellt wird.

## Stück 1
Das Stück beginnt auftaktig mit dem Reihenton a. Der Reihenton ändert sich innerhalb der Wiederholungszeichen taktweise (Takte 1–13). Ab Takt 13 bis zum Schluss (Takt 17) bleibt Neumann auf dem Reihenton a. Die Tempobezeichnung lautet hier Moderato (80 Schläge pro Viertelton). Die Reihe ist folgende: a–des–fis–dis–c–as / ces–e–f–d–g–b.

## Stück 2
Hier lautet die Klangreihe: cis–fis–dis–his+gis–a / e–f–d–g–b–h. Dieses Stück ist zudem schnell (lustig und rasch) zu spielen. Hierbei wechselt Heumann immer wieder zwischen dem 3/4-Takt (Takte 2, 1, 4, 6, 9–11) und 4/4-Takt (Takte 2, 3, 5, 7, 8), wobei der erste Takt identisch ist mit dem vorletzten. In Takt drei tauchen der vierte und fünfte Reihenton (his und gis) zusammen auf. Das zweite Stück ist insgesamt 11 Takte lang, wobei die ersten neun Takte wiederholt werden. Besonderes Merkmal sind hier die Staccato-Punkte.

## Stück 3
Das Schema ist nach dem Muster A–A–B–A, wobei der zweite A-Teil durch die Wiederholungszeichen dargestellt wird. Das Stück ist 10 Takte lang und die ersten drei Takte werden wiederholt. In diesem Stück lautet die Reihe fis–dis–c–as–a–des / f–d+g–b–h–e und wird folgendermaßen verwendet:
- R1= fis–dis–c–as–a–des / f–d+g–b–h–e
- R1= fis–dis–c–as–a–des / f–d+g–b–h–e
- R1= fis–dis–c–as–a–des / f–d+g–b–h–e
- R1= fis–dis–c–as–a–des / f–d+g–b–h–e
- R1= fis

Jede Rotationsreihe entspricht einem Abschnitt und der erste Reihenton, der hier zum Schluss verwendet wird, erhielt einen eigenen Takt. Zudem werden der 8. und 9 Reihenton (d und g) gemeinsam verwendet.

## Stück 4
Hier lautet die Reihe: es–c–as–a+cis+fis / d–g–b–h–e–f. Dieses Stück steht im 4/4-Takt und besteht aus 13 Takten, wobei die ersten 12 wiederholt werden. Es enthält als einziges Stück keine Tempoangabe. In Takt zwei wird in jeder Takthälfte je ein Reihenton, in Takt vier werden drei Reihentöne und in Takt fünf zwei verwendet. In den Takten 3, 11 und 12 enthalten keinen neuen Reihenton. Nach dem Wiederholungszeichen wird erneut im letzten Takt (Takt 13) der beginnende Reihenton es eingesetzt.

## Stück 5
Das Stück ist ruhig zu spielen und enthält 21 Takte. Es enthält die Anweisung da capo al fine, wobei beim erneuten Spielen des A-Teils die Wiederholung nicht wiedergegeben wird. Das Schema des Werkes lautet hier A–A–B–B–A. Diese Klangreihe fällt aus der Reihe, da hier der 8. und 9. Reihenton (h und b) vertauscht sind. Außerdem besteht die Klangreihe im A-Teil aus 13 Tönen und im B-Teil aus 11 Tönen. Der erste Reihenton wird in Teil A der Klangreihe hinzugefügt und entfällt in Teil B.
- R1= c–gis–a–des–fis–dis / g–b*–*h–e–f=c
- R1= c–gis–a–des–fis–dis / g–b*–*h–e–f=c
- R1= as–a–cis+fis–dis // g–b*–*h–e–f+d
- R1= as–a–cis+fis–dis // g–b*–*h–e–f+d
- R1= c–gis–a–des–fis–dis / g–b*–*h–e–f=c